# Tim Young (Ruderer, 1968)
Timothy „Tim“ Paul Young (* 9. April 1968 in Moorestown, New Jersey) ist ein ehemaliger Ruderer aus den Vereinigten Staaten. 1996 war er Olympiazweiter im Doppelvierer.

## Karriere
Der 1,93 m große Tim Young nahm im Doppelvierer an den Weltmeisterschaften 1994 teil und belegte mit dem Doppelvierer den siebten Platz. 1995 ruderte er mit dem Doppelvierer auf den sechsten Platz bei den Weltmeisterschaften in Tampere. Im gleichen Jahr gewann er die Silbermedaille im Doppelvierer bei den Panamerikanischen Spielen in Mar del Plata.
1996 bei den Olympischen Spielen in Atlanta saßen Tim Young, Brian Jamieson, Eric Mueller und Jason Gailes im amerikanischen Doppelvierer. Die Crew belegte im Vorlauf den zweiten Platz hinter den Italienern und im Halbfinale den zweiten Platz hinter den Deutschen. Im Finale siegten die Deutschen mit zwei Sekunden vor dem US-Boot. Weitere zwei Sekunden dahinter gewannen die Australier Bronze vor den Italienern.
Tim Young graduierte 1992 am Connecticut College. 1996 arbeitete er am Hahnemann University Hospital in Philadelphia. Später war er am Medical College of Georgia in der Neurologie tätig.